# Gare de Fontaine-Bonneleau
Pour les articles homonymes, voir Gare de Fontaine.
La gare de Fontaine-Bonneleau est une ancienne gare ferroviaire française de la ligne de Saint-Omer-en-Chaussée à Vers, située sur le territoire de la commune de Fontaine-Bonneleau, dans le département de l'Oise, en région Hauts-de-France.

## Situation ferroviaire
La gare de Fontaine-Bonneleau était située au point kilométrique (PK) 36 de la ligne Beauvais - Amiens, entre la gare de Crèvecœur-le-Grand et la Gare de Croissy-sur-Celle.
La halte de Le Gallet - Catheux s'intercalait entre la gare de Crèvecœur et la gare de Fontaine-Bonneleau ; la halte Bonneleau s'intercalait, elle, entre la gare principale du bourg de Fontaine-Bonneleau et celle de Croissy.

## Histoire
La ligne est déclarée d'utilité publique le 15 juin 1872. Fontaine-Bonneleau se trouvait sur le tronçon de Saint-Omer-en-Chaussée à Conty qui fut ouvert le 15 avril 1876.
Entre les deux guerres, la gare a été agrandie par des travailleurs indochinois venus de l'Annam
Dans le cadre de la coordination des transports, le service voyageur a été transféré sur route le 9 janvier 1939, mais a repris du printemps 1942 à la Libération en raison de la pénurie d'essence et du bombardement du viaduc de Poix sur la ligne Amiens - Rouen.
La laiterie de Fontaine-Bonneleau expédiait deux wagons quotidiens. La source exploitée par les établissements Caulier expédiait ses produits vers Amiens, Beauvais et Rouen
Le tronçon desservant Fontaine-Bonneleau a été fermé au trafic marchandises en 1969.

## Halle marchandise

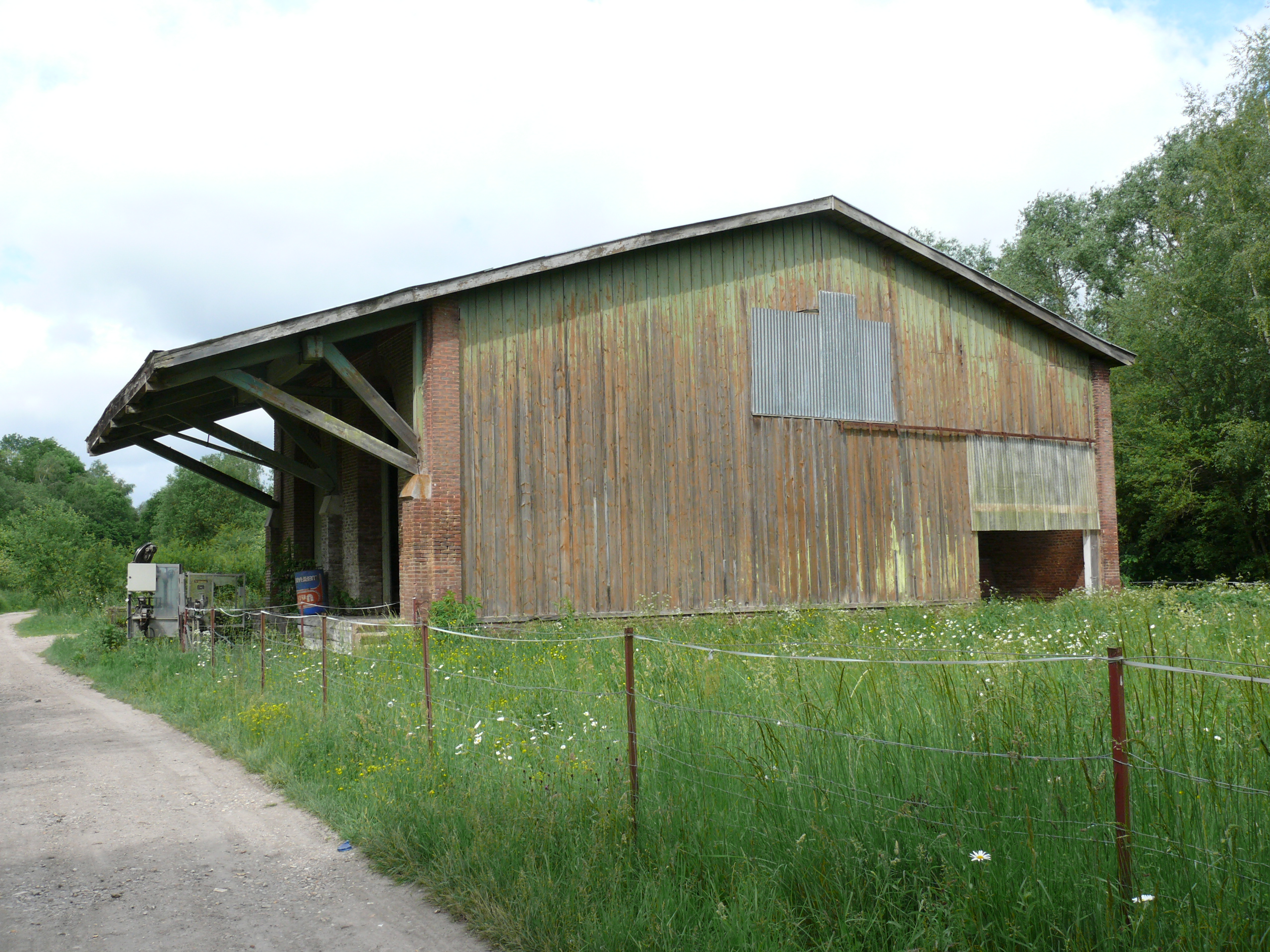
Halle aux marchandises.

La halle aux marchandises servait notamment à l'expédition des eaux minérales de l'usine d'embouteillage du village.

## Voie verte
La plate-forme ferroviaire autour de Fontaine-Bonneleau a été transformée en chemin de promenade sous le nom de Coulée verte de la vallée de la Celle.